# Tutin
Tutin (cyr. Тутин) – miasto w Serbii, w okręgu raskim, siedziba gminy Tutin. Leży w Sandżaku. W 2011 roku liczyło 10 094 mieszkańców.